# Limerick (grevskap)
För andra betydelser, se Limerick (olika betydelser).
Limerick (iriska: Contae Luimnigh) är ett grevskap på Irland. Grevskapet gränsar mot Clare, Cork, Tipperary och Kerry. Shannonfloden rinner igenom huvudorten Limerick och vidare ut i Atlanten. Staden Limerick administreras separat som grevskapsdistriktet City of Limerick.
Eftersom Shannonfjorden utanför Limerick är ganska grund ligger grevskapets viktigaste hamn vid Foynes.
Grevskapet har ett universitet i staden Limerick, University of Limerick. Det var från början en teknisk högskola som blivit mer utvecklad.
Limerick ligger nära Shannon Airport i Clare.

## Städer och samhällen
- Abbeyfeale, Adare, Askeaton, Athea
- Ballingarry, Bruff
- Cappamore, Castleconnell, Croom
- Foynes
- Garryspellane
- Hospital
- Kilmallock
- Limerick
- Newcastlewest
- Oola
- Patrickswell
- Rathkeale
- Tuarnafola